# فهرست سینماهای جهان
در این فهرست سینماهای جهان در دو قسمت قاره‌ای و کشوری آمده است:

## قاره‌ای
- سینمای آسیا
- سینمای آسیای جنوبی
- سینمای آسیای غربی
- سینمای آسیای جنوب شرقی
- سینمای آسیای مرکزی
- سینمای آفریقا
- سینمای آفریقای شمالی
- سینمای آفریقای شرقی
- سینمای آمریکای لاتین
- سینمای آمریکای شمالی
- سینمای اروپا
- سینمای اقیانوسیه

## کشوری
- سینمای آرژانتین
- سینمای آفریقای جنوبی
- سینمای آلبانی
- سینمای آلمان
- سینمای آمریکا
  - سینمای پورتوریکو
- سینمای آنگولا
- سینمای اتریش
- سینمای اردن
- سینمای اروگوئه
- سینمای ارمنستان
- سینمای ازبکستان
- سینمای اسپانیا
  - سینمای گالیسیا
- سینمای استرالیا
- سینمای استونی
- سینمای اسرائیل
- سینمای اسکاتلند
- سینمای اسلواکی
- سینمای اسلوونی
- سینمای افغانستان
- سینمای اکوادور
- سینمای الجزایر
- سینمای امارات متحده عربی
- سینمای اندونزی
- سینمای اوکراین
- سینمای اوگاندا
- سینمای ایتالیا
- سینمای ایران
- سینمای ایسلند
- سینمای ایرلند
- سینمای ایرلند شمالی
- سینمای بحرین
- سینمای برزیل
- سینمای بریتانیا
- سینمای بلژیک
- سینمای بلغارستان
- سینمای بنگلادش
- سینمای بنین
- سینمای بوتان
- سینمای بورکینافاسو
- سینمای بوسنی و هرزگوین
- سینمای بولیوی
- سینمای پاراگوئه
- سینمای پاکستان
- سینمای پرتغال
- سینمای پرو
  - سینمای ایکیتوس
- سینمای تاجیکستان
- سینمای تایلند
- سینمای تایوان
- سینمای ترکمنستان
- سینمای ترکیه
- سینمای تونس
- سینمای جامائیکا
- سینمای جزایر فارو
- سینمای جمهوری آذربایجان
- سینمای جمهوری آفریقای مرکزی
- سینمای جمهوری چک
- سینمای جمهوری دموکراتیک کنگو
- سینمای جمهوری مقدونیه شمالی
- سینمای جیبوتی
- سینمای چاد
- سینمای چین
  - سینمای هنگ کنگ
- سینمای دانمارک
- سینمای روسیه
  - سینمای امپراتوری روسیه
  - سینمای اتحاد جماهیر شوروی
- سینمای رومانی
- سینمای ژاپن
- سینمای ساموآ
- سینمای سریلانکا
  - سینمای تامیل سریلانکا
- سینمای سنگاپور
- سینمای سنگال
- سینمای سوریه
- سینمای سوئد
- سینمای سوئیس
- سینمای سومالی
- سینمای شیلی
- سینمای صربستان
- سینمای عراق
- سینمای عربستان
- سینمای عمان
- سینمای غنا
- سینمای فرانسه
- سینمای فلسطین
- سینمای فنلاند
- سینمای فیجی
- سینمای فیلیپین
- سینمای قبرس
- سینمای قرقیزستان
- سینمای قزاقستان
- سینمای کامبوج
- سینمای کامرون
- سینمای کانادا
  - سینمای کبک
- سینمای کرواسی
- سینمای کره
  - سینمای کره جنوبی
  - سینمای کره شمالی
- سینمای کلمبیا
- سینمای کنیا
- سینمای کوبا
- سینمای کوزوو
- سینمای کویت
- سینمای کیپ ورد
- سینمای گرجستان
- سینمای لبنان
- سینمای لتونی
- سینمای لوگزامبورگ
- سینمای لهستان
- سینمای لیبریا
- سینمای لیتوانی
- سینمای ماداگاسکار
- سینمای مالت
- سینمای مالدیو
- سینمای مالزی
- سینمای مجارستان
- سینمای مراکش
- سینمای مصر
- سینمای مغولستان
- سینمای مکزیک
- سینمای مولداوی
- سینمای مونته‌نگرو
- سینمای میانمار
- سینمای نپال
- سینمای نروژ
- سینمای نیجر
- سینمای نیجریه
- سینمای نیوزیلند
- سینمای ولز
- سینمای ونزوئلا
- سینمای ویتنام
- سینمای هائیتی
- سینمای هلند
- سینمای هند
- سینمای یمن
- سینمای یوگسلاوی
- سینمای یونان